# Франсиско-Мадеро (Идальго)
Франсиско-Мадеро (исп. Francisco I. Madero) — муниципалитет в Мексике, входит в штат Идальго. Население — 29 466 человек.

## История
Город основан в 1650 году.